# Wapédia
A Wapédia (írásvariáns: WAPedia) egy WAP oldal volt, amit Florian Amrhein készített, és amit a Taptu cég működtetett. 2004 augusztusában indult, hogy elérhetővé tegye a Wikipédia tartalmát a mobil eszközökön, például mobiltelefonokon, vagy PDA-kon.
Minden szócikk legfrissebb változata volt elérhető, amelyet a rendszer proxyhoz hasonló viselkedése és a helyi szócikkadatbázis tett lehetővé. Ez a megoldás egyrészt gyors sebességet és naprakész adatokat eredményezett az információt keresőnek, másrészt alacsony letöltési időt, és forgalmat a Wikipédia szervereknek.
A szolgáltatás 2013. november 4-én szűnt meg.

## Képgaléria

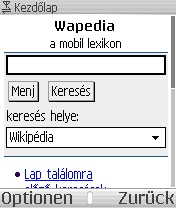
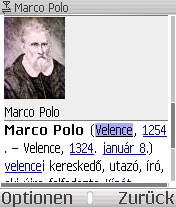
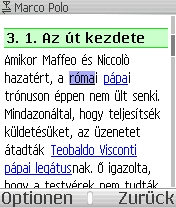
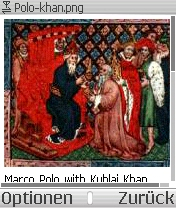

## Tulajdonságok
- a hosszú oldalak több részre szedése, a mobiltelefonok kisebb kijelzői miatt
- a képek kicsinyítve, a mobileszközök felbontásának megfelelően vannak megjelenítve
- saját, gyors keresőmotor, függetlenítve a Wikipédia szervereitől
- a modern WML és XHTML mobil formátumok támogatása a készüléknek legjobban megfelelő formátum automatikus kiválasztásával
- többnyelvűség – a nyelvlista kérésre megjelenik (elérhető: Egyéb nyelvek[halott link])
- a szócikk aktuális változatának megjelenítése
- a helyi szócikkadatbázis teljes értékűen és nagy sebességgel működik akkor is, ha a Wikipédia szerverek nem elérhetőek, vagy nem kielégítő sebességűek